# 天使もえ
天使 もえ（あまつか もえ、1994年（平成6年）7月10日 - ）は、日本の元AV女優、歌手、YouTuber。
東京都出身。AVデビュー当時はバンビプロモーションに所属していたが、現在は同プロ系列のBstarに所属している。

## 経歴
2014年5月にイメージビデオでデビュー。続いて7月にエスワン専属でAVデビュー。
2015年1月21日、セクシーアイドルグループ「SEXY-J」のメンバーとして歌手デビュー。会員No.6。
同年3月18日に｢亜麻色の髪の乙女｣でCDソロデビューを果たした。
同年3月、スカパー!アダルト放送大賞2015で新人女優賞を、DMMアダルトアワード2015において、最優秀新人女優賞を受賞 した。
同年6月、AV OPEN2015のサポートガールに佐倉絆、松岡ちなとともに選ばれる。
2015年9月24日、恵比寿★マスカッツのメンバーとなる。

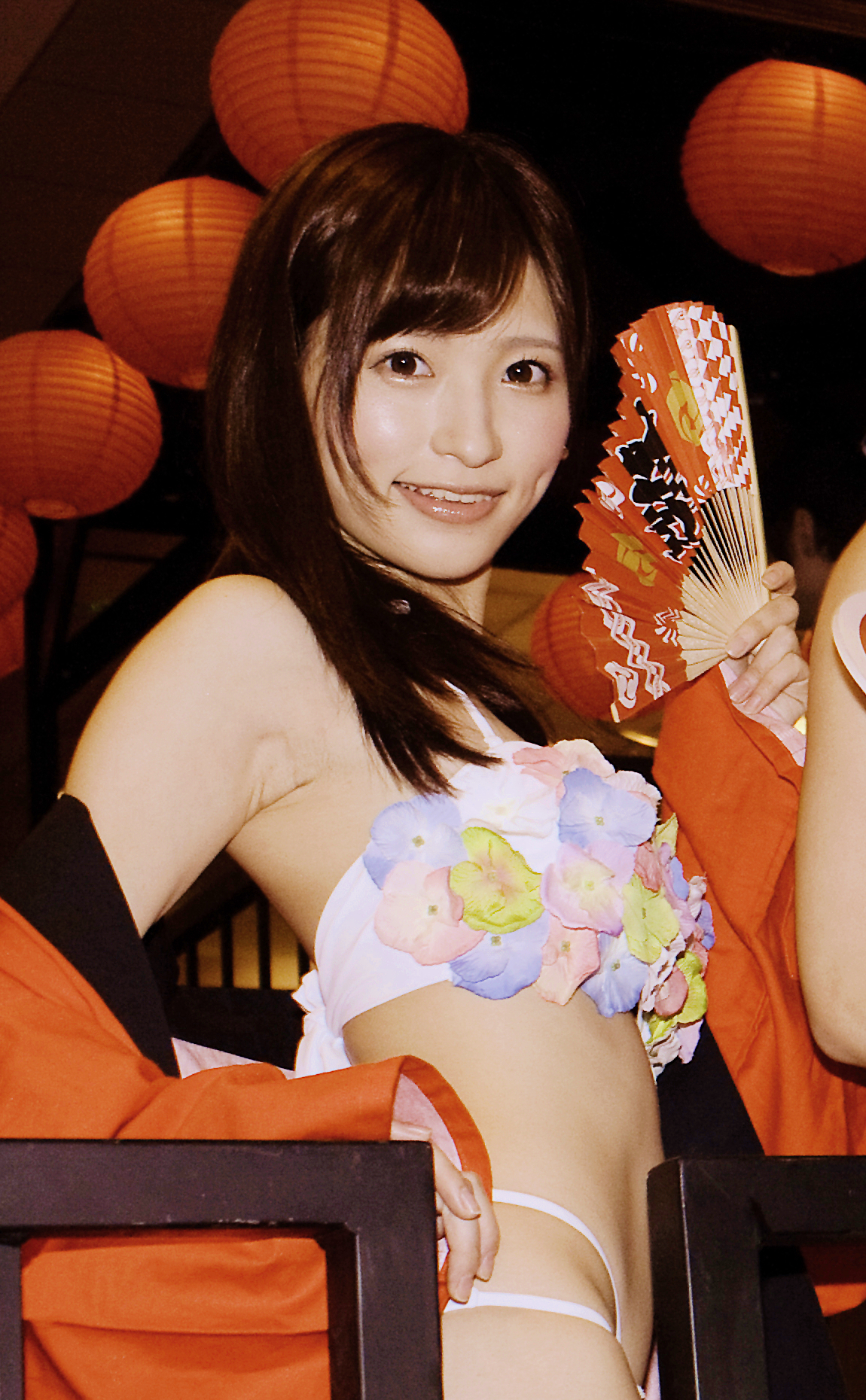
2016年

2017年2月2日、マスカットナイトの番組内で、同日付で恵比寿★マスカッツを卒業することが発表された。
2018年、スカパー!アダルト放送大賞2018で女優賞を獲得した。
2018年8月、歌手・AMATSUKAとしてTOKYO IDOL FESTIVALに出演。同年10月以降、歌手活動はAMATSUKA名義に一本化。公式ツイッターも開始。
2019年3月1日、FANZAアダルトアワード2019最優秀女優賞にノミネート。5月12日に優秀女優賞受賞。
2020年4月より専属メーカーをFALENOに移籍。
2020年6月、グラフィスが選ぶヌード美女10人の一人に選出され、週刊ポストに撮りおろしグラビアが掲載された。同年12月、「FLASH 2020年現役最強セクシー女優BEST100」読者投票・第8位選出。
2021年4月に発表されたアサヒ芸能「2021現役AV女優SEXY総選挙」で第12位。2021年8月発表「読者300人が選んだFLASH 2021セクシー女優ランキング」読者投票2位。光文社『FLASH』発表の2021年セクシー女優ランキング第18位。2022年5月に発表されたアサヒ芸能「2022現役AV女優SEXY総選挙」で第6位。同年8月1日週FANZA通販フロアランキングで『忌々しい上司の執拗な乳首ハラスメントで常に勃ちっぱなしの即イキ敏感乳首に堕とされた私 天使もえ』が1位を記録。2022年9月24日に神田明神ホールで行われたAsia Pacific Collectionではセックスワーカーを代表するひとりとしてランウェイを歩く。同イベントではフォトジェニック賞受賞。
2022年9月13、14日に東京・原宿RUIDOで行われた「ミルジェネ10周年記念LIVE Sweet Memories」にAMATSUKAとして出演。
同年11月8日、天使がプロデュース、運営を行っていく男性専門美容医療院『宇田川町AMクリニック』が東京・渋谷に開業。12月1日には、DMM GAMES「クリムゾン妖魔大戦 新キャラクター声優公開オーディション」にエントリー。2022年3月、最終的にファン投票2位で合格し新キャラ「錦織カルラ」役に決定した。3月10日にクリムゾンが開催したYouTube生配信では改めて合格が発表されると共に天使本人も電話出演している。
2023年2月13日週、FANZA通販フロアランキングで『単体撮影100本記念企画！天使もえの初挑戦！100分ノンストップSEX！』が初登場2位を記録。
2023年5月に発表されたアサヒ芸能「2023現役AV女優SEXY総選挙」第11位。東京圏で票を伸ばし、安定した人気を見せた。
2024年2月5日週FANZA通販ランキングで『愛する妻を喪った寂しさに負けてもえ（義妹）と何度も、何度も、セックスしてしまった…。 天使もえ』が初登場8位を記録。
同年2月17日、東京・duo MUSIC EXCHANGEで行われた「FALENO FES」に出演。同イベントで行われた各種ファッションショーでランウェイを歩く。
同年2月26日週FANZA通販フロアランキングで『FALENOstar5周年記念！いきなりハーレムハイスクール！スター女優4人が学校で舐めてハメて大乱交スッペシャル！ 天使もえ 吉高寧々 三葉ちはる 茉城まみ』が初登場2位を記録。
3月25日週FANZA通販フロアランキングで、『可愛い従弟の童貞を奪ったら絶倫を越える激倫セックスで逆堕としされた私出演・原案 天使もえ』が初登場2位となる。
4月8日週FANZA通販フロアランキングで、『マルチの話をさっきまで得意げにしてたのに「購入するからヤらせて」って言われたらそんな顔するんですね 天使もえ』が初登場2位を記録。
2024年4月発売『アサヒ芸能』発表「2024現役AV女優セクシー総選挙」において総合7位と前年よりランクアップ。東京圏では5位と根強い人気を表した。
2024年5月27日週FANZA通販フロアランキングで『セックスしないと出られない家に天使もえと閉じ込められたら本当に気持ちのいいセックスを教えてもらえた 天使もえ』が初登場4位を記録。
同年6月10日週FANZA通販フロアランキングにおいて、『趣味:寝取り、特技:有自覚誘惑。妻との内見中に旦那をこっそり大胆に誘い込む不動産レディ 天使もえ』が初登場7位となる。
同年7月8日週FANZA通販フロアランキングでは、『妻に浮気がバレた。別れてから一年後、元妻は浮気相手と同じ顔に整形していた。「これは復讐だよ」言われるがままに射精管理された俺。 天使もえ』が初登場3位を記録。
同年7月28日、YouTubeLiveで、2025年6月いっぱいでのAV女優引退を発表。ニュースは台湾・三立新聞網でも報道された。同年7月29日週FANZA通販フロアで、『天使もえデビュー10周年記念14時間ベスト ～FALENOスペシャル総集編～』が初登場4位を記録した。
同年9月9日週FANZA通販フロアランキングで『「性欲溜めすぎちゃって…余ってるんでもらってくれませんか？」向かいのゴミ部屋美女からの妖しい誘惑を真に受けてセックスしまくった毎日 天使もえ』が初登場2位ランクイン。
同年10月4日には、天使の日としてAMATSUKAワンマンライブ「Live from Grapefruit Moon 月で逢いましょう」を開催。
同年10月28日週FANZA通販ランキングにおいて、『町工場。手錠の鍵は膣の中。あなたは「助けて」と言われ彼女を助けることはできますか？ 天使もえ』が初登場2位にランクイン。同年12月24日、光文社『FLASH』が独自集計した「FLASHセクシー女優ランキング2024」で6位（FALENOレーベル女優では1位）。また同月24日までに引退作を撮り終えたことを報告した。
2025年1月27日週FANZA通販フロアランキングで、『教祖”セックスは救済”を信じる信者との色欲まみれ共同生活 天使もえ』が5位ランクイン。
同年2月24日週FANZA通販フロアランキングでは『家庭内NTR 旦那の在宅中に家の死角でヤられる興奮に背徳悶えイキで圧倒的敗北した人妻 天使もえ』が初登場2位ランクイン。
同年4月7日週FANZA通販フロアランキングでAVデビューフォーマットで撮影した新作『AVdebut2』が初登場3位ランクイン。
同年5月12日週FANZA通販フロアランキングでは『天使もえ 引退記念作品 「カラフル」』が初登場2位を記録した。
同年5月26日週FANZA動画フロアランキングにおいて、『【VR】天使もえ 最初で最後のVR 1本限りだから全てを詰め込んだ144分』が初登場5位にランクイン。
東京スポーツでのインタビューではAV現役時代を振り返り「ファンがなぜ私を必要としてくれてるのか、私は何を求められているのかを理解し続けなきゃいけないと思ってたので、そうなると人間を知る必要があった」「本来の性質とは真逆のエンターテイナーとして常にネタを考えながら過ごしてきた」と語った。引退後も天使もえとしての活動は継続するが、地に足をつけるための学び直しをしながら「天使もえ第2章」を感じてもらえるように生きていきたいと述べている。
同年6月2日週FANZA通販フロアランキングでは引退後初となるイメージビデオ『Moe3 成熟美女レボリューション～さよならは波のなか・天使もえ』（REbecca）DVD版が初登場6位。Blu-ray版が初登場5位ランクイン。
同年6月25日、東京・池袋Live inn ROSAにて「楽演祭vol.37～ありがとうSP～」に出演。

## 人物
趣味は料理。特技はマッサージ。JKコスプレものが多いが、実生活では腐女子でジャージ姿が多かった。「天使もえ」は芸名だが、名付けられた時は天使要素などないので驚いたという。ブログのタイトル『天使なんかじゃない』はその反発心。
AVデビューのきっかけは「志願兵」と例えており、自ら事務所に応募した。面接時の髪色は青。
3月9日のFANZA NEWSでの合格発表でのコメント及び上記のクリムゾンの生配信における電話出演において性の目覚めが友達の兄が持っていたクリムゾンの成人向け漫画だったこと及びアダルトゲームの声優を務めるのが長年の夢であり思い出のクリムゾン原作作品でその夢が叶ったことを嬉しく思っていることを語っている。
初体験は16歳のとき。相手は幼稚園から一緒に遊んでいた幼なじみの同級生だった。デビュー時経験人数は4人だった。
職人気質もあるため、台本がきっちりあり、役柄に浸れる作品のほうが得意である。どんな役柄でもこなせることから演技力も評価されており、ライターの芝田カズは「カメレオン女優」と例えている。またソフトボール部出身の体育会系気質であり、上下関係希薄な女性同士のつながりを苦手としていた。得意技はスパイダー乳首舐め（騎乗位体勢での前重心乳首舐め、フィニッシュはピストンを浅くするのが天使の特徴）。
個人事業主として事務所やメーカーと契約を結んでいる自覚が強く、「自分の意思がないからこういう仕事してるんだろ」と思われるのは遺憾であるとしている。
2021年時点では足腰を鍛えるため古武術を習っている。

### AV新法への反対
2022年6月15日に成立したAV出演被害防止・救済法について、かねてより反対の立場を表明している。新法成立にあたっては、「（出演者の）救済というのはもちろん重要だとは思うんですけど、他にもっとやることがあるんじゃないでしょうか」と指摘した。その上で、AV被害にあった人だけではなく、実際に業界で働いている当事者全員がそろって議論をするべきだと主張。同年8月に行われた署名活動にも参加した。
2022年7月に開始された、AV出演被害防止・救済法の改正を呼び掛ける署名運動「女優・男優・スタッフが働きやすい『AV新法』にしてください」の発起人である。
2023年7月4日、中心メンバーの同業者への配慮ない発言を理由として、AV新法関連からの離脱を表明。ただし改正を願う立ち位置は揺るがず、声を掛けられた際には協力はすると記述した。

## 作品

### イメージビデオ
| 発売日   | タイトル                                           | 規格   | 品番       | メーカー                 |
| 2014年   | 2014年                                             | 2014年 | 2014年     | 2014年                   |
| -------- | -------------------------------------------------- | ------ | ---------- | ------------------------ |
| 5月1日   | ハックツ美少女 Revolution                          | DVD    | BGSD-375   | グラッツコーポレーション |
| 5月1日   | ハックツ美少女 Revolution                          | BD     | BAGBD-045  | グラッツコーポレーション |
| 10月25日 | 天使もえはオレのカノジョ。                         | DVD    | GASO-0０14 | GARDEN                   |
| 12月26日 | エロキュート 天使もえ                              | DVD    | ECR-0074   | オルスタックソフト販売   |
| 2015年   |                                                    |        |            |                          |
| 2月5日   | Moe 天の使いが舞い降りて                           | DVD    | REBD-095   | グラッツコーポレーション |
| 2月5日   | Moe 天の使いが舞い降りて                           | BD     | REBDB-081  | グラッツコーポレーション |
| 5月7日   | Moe2 萌えて甘えてつかまえて!                       | DVD    | REBDｰ107   | グラッツコーポレーション |
| 5月7日   | Moe2 萌えて甘えてつかまえて!                       | BD     | REBDB-093  | グラッツコーポレーション |
| 6月29日  | エロキュート 天使もえ 2                            | DVD    | ECR-0080   | オルスタックソフト販売   |
| 8月25日  | ALL NUDE                                           | DVD    | OAE-092    | エアーコントロール       |
| 10月25日 | 天使もえはオレのカノジョ。2                        | DVD    | GASO-0061  | GARDEN                   |
| 12月10日 | 天使もえが好きすぎて天使もえが彼女になってた       | DVD    | DGRP-001   | GRAPHIS                  |
| 12月10日 | 天使もえが好きすぎて天使もえが彼女になってた       | BD     | BGRP-001   | GRAPHIS                  |
| 2016年   |                                                    |        |            |                          |
| 1月29日  | エロキュート 天使もえ 3                            | DVD    | ECR-0087   | オルスタックソフト販売   |
| 9月30日  | エロキュート 天使もえ 4                            | DVD    | ECR-0095   | オルスタックソフト販売   |
| 10月28日 | 全裸                                               | DVD    | ANBO-01003 | エニバディ               |
| 12月29日 | エロキュート 天使もえ 5                            | DVD    | ECR-0098   | オルスタックソフト販売   |
| 2017年   |                                                    |        |            |                          |
| 5月25日  | 裸神 天使もえ                                      | DVD    | OAE-119    | Aircontrol               |
| 7月25日  | 天使もえが好きすぎて天使もえが彼女になってた Part2 | DVD    | DGRP-021   | GRAPHIS                  |
| 7月25日  | 天使もえが好きすぎて天使もえが彼女になってた Part2 | BD     | BGRP-021   | GRAPHIS                  |
| 9月17日  | 綺麗なハダカ 天使もえ                              | DVD    | OAE-126    | Aircontrol               |
| 11月25日 | 裸に恋して 天使もえ                                | DVD    | OAE-131    | Aircontrol               |
| 2018年   |                                                    |        |            |                          |
| 1月19日  | Aphrodite 天使もえ                                 | DVD    | AP-011     | ファインピクチャーズ     |
| 1月19日  | Aphrodite 天使もえ                                 | BD     | AP-011B    | ファインピクチャーズ     |
| 8月17日  | Aphrodite 天使もえ 2                               | DVD    | AP-033     | ファインピクチャーズ     |
| 8月17日  | Aphrodite 天使もえ 2                               | BD     | AP-033B    | ファインピクチャーズ     |
| 2019年   |                                                    |        |            |                          |
| 12月1日  | Lover’s Day 天使もえ                               | DVD    | LD-021     | ファインピクチャーズ     |
| 12月1日  | Lover’s Day 天使もえ                               | BD     | LD-021B    | ファインピクチャーズ     |
| 2025年   |                                                    |        |            |                          |
| 7月17日  | Moe3 成熟美女レボリューション～さよならは波のなか  | DVD    | REBD-952   | REbecca                  |
| 7月17日  | Moe3 成熟美女レボリューション～さよならは波のなか  | BD     | REBDB-937  | REbecca                  |

### アダルトビデオ

#### S1専属
| 発売日   | タイトル | 規格   | 品番      | メーカー | 備考                        |
| 2014年   | 2014年 | 2014年 | 2014年    | 2014年   | 2014年                      |
| -------- | --- | ------ | --------- | -------- | --------------------------- |
| 7月7日   | 新人NO.1STYLE 天使もえAVデビュー | DVD    | SNIS-190  | S1       |                             |
| 7月7日   | 新人NO.1STYLE 天使もえAVデビュー | BD     | 9SNIS-190 | S1       |                             |
| 8月7日   | 天使もえ、イキます。初絶頂4本番 | DVD    | SNIS-210  | S1       |                             |
| 9月7日   | 交わる体液、濃密セックス | DVD    | SNIS-230  | S1       |                             |
| 10月7日  | 超高級風俗嬢 | DVD    | SNIS-249  | S1       |                             |
| 11月7日  | もえと同棲ズボズボ性活 | DVD    | SNIS-270  | S1       |                             |
| 12月7日  | 美乳がチラリ | DVD    | SNIS-291  | S1       |                             |
| 2015年   | |        |           |          |                             |
| 1月7日   | 犯された女子高生 淡い恋心の悲しい結末 | DVD    | SNIS-311  | S1       |                             |
| 2月7日   | 天使もえファン感謝企画 全裸の家政婦さん 〜素人お宅訪問編〜 | DVD    | SNIS-331  | S1       |                             |
| 3月7日   | 痴漢願望の女 色情狂ナース編 | DVD    | SNIS-352  | S1       |                             |
| 4月7日   | 天使もえがイクときの絶叫 | DVD    | SNIS-374  | S1       |                             |
| 5月7日   | わたし、犯されにゆきます。～弟を愛してしまった姉編～ | DVD    | SNIS-397  | S1       |                             |
| 6月7日   | 下着モデルをさせられて… | DVD    | SNIS-419  | S1       |                             |
| 6月19日  | 天使もえ S1ギリモザ8時間ベスト Vol.1 | DVD    | ONSD-939  | S1       | 個人総集編                  |
| 6月19日  | 天使もえ S1ギリモザ8時間ベスト Vol.1 | BD     | 9ONSD-939 | S1       | 個人総集編                  |
| 7月7日   | おま●こ、くぱぁ。 | DVD    | SNIS-440  | S1       |                             |
| 8月1日   | AVOPEN 2015-THE DIGEST- | DVD    | AVOD-105  | AV OPEN  | 総集編＋特典映像            |
| 8月7日   | ザーメン大好き天使もえ | DVD    | SNIS-463  | S1       |                             |
| 9月1日   | エスワン七姉妹と同棲ハーレム性活 | DVD    | AVOP-127  | S1       | ※AV OPEN2015 エントリー作品 |
| 9月7日   | JKお散歩 | DVD    | SNIS-487  | S1       |                             |
| 10月25日 | kawaii*さくらゆら×S1天使もえ Wエンジェル 初レズ解禁＆仲良し共演 4時間SPECIAL | DVD    | KAWD-680  | kawaii*  |                             |
| 11月7日  | 秘密捜査官の女 裏切りの連鎖 天使もえ | DVD    | SNIS-534  | S1       |                             |
| 12月7日  | 20コス！ 天使もえ | DVD    | SNIS-556  | S1       |                             |
| 12月19日 | エスワン七姉妹と同棲ハーレム性活【後編】 | DVD    | SNIS-573  | S1       |                             |
| 12月19日 | S1ギリモザ高画質フェラチオベスト 天使もえ | DVD    | ONSDｰ994  | S1       | 個人総集編                  |
| 12月19日 | S1ギリモザ高画質フェラチオベスト 天使もえ | BD     | 9ONSDｰ994 | S1       | 個人総集編                  |
| 2016年   | |        |           |          |                             |
| 1月7日   | 僕のことを大好き過ぎる僕だけの天使もえ | DVD    | SNIS-579  | S1       |                             |
| 2月7日   | 唾液ダラダラ接吻中毒ベロキス性交 天使もえ | DVD    | SNIS-598  | S1       |                             |
| 3月7日   | 巨大で太っといのが大好きな天使もえが根っこまで肉棒を膣奥に欲しがり性器がズブズブ… メリメリ…と音をたて交尾しまくるデカまら溺愛SEX | DVD    | SNIS-617  | S1       |                             |
| 4月7日   | 盗撮リアルドキュメント！ 密着50日、天使もえのプライベートを激撮し、コンパで知り合ったイケメンナンパ師に引っ掛かって、SEXまでしちゃった一部始終 天使もえ | DVD    | SNIS-635  | S1       |                             |
| 5月7日   | チ●ポ大好き超即尺おしゃぶりメイド 天使もえ | DVD    | SNIS-653  | S1       |                             |
| 6月7日   | 天使もえ×ガチ童貞6名 超濃厚筆おろしサポート200分 | DVD    | SNIS-668  | S1       |                             |
| 7月7日   | 1ヵ月間セックスもオナニーも禁止されムラムラ全開でアドレナリン爆発！痙攣しまくり性欲剥き出しFUCK 天使もえ | DVD    | SNIS-687  | S1       |                             |
| 7月19日  | 天使もえ S1ギリモザ8時間ベストVol.2 | DVD    | OFJE-053  | S1       | 個人総集編                  |
| 7月19日  | 天使もえ S1ギリモザ8時間ベストVol.2 | BD     | 9OFJE-053 | S1       | 個人総集編                  |
| 8月7日   | 愛犬が美少女に大変身！ 擬人化ペット天使もえの異常な恩返し交尾 独身男が発情ワン娘に死ぬほど溺愛される | DVD    | SNIS-706  | S1       |                             |
| 10月13日 | オール主観ねとられ映像 アナタに助けを求めながら中年男に犯される女子校生 天使もえ | DVD    | SNIS-746  | S1       |                             |
| 11月13日 | アナタ史上最高のオナニー体験のために天使もえが200％全力でちんしこサポート 夢の10コーナースペシャル！！ | DVD    | SNIS-766  | S1       |                             |
| 12月13日 | 中から出てくる白濁汁 天使もえ | DVD    | SNIS-791  | S1       |                             |
| 2017年   | |        |           |          |                             |
| 1月13日  | 天使もえが人生で一番酔っぱらって乱れた夜 | DVD    | SNIS-814  | S1       |                             |
| 2月7日   | チ●ポの相性が異常に良い中年オヤジとねっとりタイマン2度射し交尾 天使もえ | DVD    | SNIS-841  | S1       |                             |
| 2月7日   | チ●ポの相性が異常に良い中年オヤジとねっとりタイマン2度射し交尾 天使もえ | BD     | 9SNIS-841 | S1       |                             |
| 3月7日   | 全て口内発射､全てネバスペ痴女って超おしゃぶりフェラチオマニアック | DVD    | SNIS-864  | S1       |                             |
| 3月7日   | 全て口内発射､全てネバスペ痴女って超おしゃぶりフェラチオマニアック | BD     | 9SNIS-864 | S1       |                             |
| 4月7日   | 女子校生 強・制・連・結 満員痴漢車両 | DVD    | SNIS-887  | S1       |                             |
| 4月7日   | 女子校生 強・制・連・結 満員痴漢車両 | BD     | 9SNIS-887 | S1       |                             |
| 5月7日   | JK見学リフレ 過激オプションフルコース 天使もえ | DVD    | SNIS-909  | S1       |                             |
| 5月7日   | JK見学リフレ 過激オプションフルコース 天使もえ | BD     | 9SNSI-909 | S1       |                             |
| 6月7日   | アキバ系オタク野郎の巨根に自慢の彼女がドハマリしてNTR | DVD    | SNIS-929  | S1       |                             |
| 6月7日   | アキバ系オタク野郎の巨根に自慢の彼女がドハマリしてNTR | BD     | 9SNIS-929 | S1       |                             |
| 7月19日  | 天使もえ3周年記念ベスト最新12タイトル8時間スペシャル | DVD    | OFJE-121  | S1       | 個人総集編                  |
| 7月19日  | 天使もえ3周年記念ベスト最新12タイトル8時間スペシャル | BD     | 9OFJE-121 | S1       | 個人総集編                  |
| 7月25日  | 天使もえファン感謝祭 ファンのチ●ポを絶対満足させる神･対･応!風俗プレイフルコース | DVD    | SNIS-952  | S1       |                             |
| 8月25日  | DMM.同人でメガヒットを記録したオリジナルCG集が実写化&ドラマ化! 生意気な後輩がイクまで責めるのをやめない｡ | DVD    | SNIS-976  | S1       |                             |
| 9月25日  | 超高級ヌキ有りメンズエステティシャンの焦らし誘惑回春マッサージ | DVD    | SNIS-999  | S1       |                             |
| 10月19日 | 完全拘束されて抵抗できないどM女子校生をひたすらイカせる拘束調教セックス 天使もえ | DVD    | SSNI-021  | S1       |                             |
| 11月19日 | ヲタサーの姫 わたしはキモオタさん達の性処理係です 天使もえ | DVD    | SSNI-044  | S1       |                             |
| 12月13日 | 軽蔑のまなざしでパンチラしてもらいたい。 天使もえ | DVD    | SSNI-067  | S1       |                             |
| 2018年   | |        |           |          |                             |
| 1月7日   | エスワン2大専属美少女共演 みなみともえが常に密着!逆3P風俗マンション4時間8コーナースペシャル | DVD    | SSNI-090  | S1       |                             |
| 2月19日  | 絶頂してピクピクしているおま●こを容赦なく突きまくる怒涛のおかわり激ピストン性交 | DVD    | SSNI-116  | S1       |                             |
| 3月13日  | 28日間ずっと彼女の妹が挑発をやめない。 | DVD    | SSNI-143  | S1       |                             |
| 4月13日  | 犯された新任女教師 恋人の目の前で生徒に犯されるわたし | DVD    | SSNI-167  | S1       |                             |
| 5月7日   | 素人男性を彼女のすぐそばで寝取る… カップルNTR密着誘惑性交 | DVD    | SSNI-193  | S1       |                             |
| 6月7日   | バレたくない状況で声も出せないサイレント痴漢 | DVD    | SSNI-218  | S1       |                             |
| 7月7日   | VS天使もえ 本性剥き出し欲望丸出し理性ブッ飛び 1対1の極限4SEX | DVD    | SSNI-243  | S1       |                             |
| 7月19日  | 天使もえ S1 8時間ベストVol.4 | DVD    | OFJE-160  | S1       | 個人総集編                  |
| 7月19日  | 天使もえ S1 8時間ベストVol.4 | BD     | 9OFJE-160 | S1       | 個人総集編                  |
| 8月7日   | 可愛い尻をひたすら愛でる桃尻コス娘 | DVD    | SSNI-270  | S1       |                             |
| 9月7日   | 「最近下半身のむくみがひどくて…リンパが詰まっているかも…でもなかなか自分に合うような良いエステ店がないんですよ…」とお悩みの天使もえに業界で噂の媚薬入りオイルマッサージ店に行かせたら、性感度が200％もアップしちゃってビックンビックン痙攣しまくり、意識が… | DVD    | SSNI-292  | S1       |                             |
| 10月7日  | ［即尺・アナル舐めしゃぶり・オール口内発射・本番OK］の究極ご奉仕！！ 神接客ピンサロ嬢 | DVD    | SSNI-312  | S1       |                             |
| 11月7日  | 抵抗できないよう僕を拘束し笑みを浮かべジワジワ痴女ってくる文学女子 | DVD    | SSNI-335  | S1       |                             |
| 12月7日  | 女子アナウンサー 局内輪姦レ●プ 天使もえ TV局員たちの妬みから集団凌辱される美人キャスター | DVD    | SSNI-358  | S1       |                             |
| 12月19日 | エスワン15周年スペシャル大共演 第3弾 超豪華S1女優大集合 素人チ●ポをヌキまくりハメまくり夢の大乱交！ ファン大感謝祭ツアー | DVD    | SSNIｰ378  | S1       |                             |
| 12月19日 | エスワン15周年スペシャル大共演 第3弾 超豪華S1女優大集合 素人チ●ポをヌキまくりハメまくり夢の大乱交！ ファン大感謝祭ツアー | BD     | 9SSNI-378 | S1       |                             |
| 2019年   | |        |           |          |                             |
| 1月7日   | 絶対領域 スベスベ太ももチラ見せ常に誘惑 小悪魔ニーハイ美少女 | DVD    | SSNI-380  | S1       |                             |
| 2月7日   | 痴漢した女子大生がその後､俺にどハマりして貪り合い愛情むき出し性交 | DVD    | SSNI-400  | S1       |                             |
| 3月7日   | S1 PRECIOUS GIRLS 2019 15th Anniversary DVD6枚組24時間プレミアムBEST | DVD    | OFJE-195  | S1       | 総集編＋撮り下ろし          |
| 3月7日   | 朝から晩まで射精看護13発！白衣のフェラチオ天使 | DVD    | SSNI-421  | S1       |                             |
| 4月7日   | 色白スレンダーな僕の彼女がDQNぽっちゃり3兄弟に寝取られて巨漢プレス漬けにされた話 | DVD    | SSNI-441  | S1       |                             |
| 5月7日   | クールで無愛想な生徒会長の放課後ツンデレ不純性行為 | DVD    | SSNI-463  | S1       |                             |
| 6月7日   | 夫のすぐ傍で義父に犯される若妻 | DVD    | SSNI-482  | S1       |                             |
| 7月7日   | 桃尻ロリっ子ばかりが在籍するTバック少女見学リフレ | DVD    | SSNI-505  | S1       |                             |
| 8月7日   | 美人上司と童貞部下が出張先の相部屋ホテルで…いたずら誘惑を真に受けた部下が10発射精の絶倫性交 | DVD    | SSNI-529  | S1       |                             |
| 9月7日   | 彼女の姉がパンチラ見せつけ!すぐ傍に彼女がいるのに大胆誘惑してくる痴女お姉さん | DVD    | SSNI-555  | S1       |                             |
| 9月19日  | 天使もえ デビュー5周年記念ベスト 最新12タイトル8時間スペシャル | DVD    | OFJE-214  | S1       | 個人総集編                  |
| 9月19日  | 天使もえ デビュー5周年記念ベスト 最新12タイトル8時間スペシャル | BD     | 9OFJE-214 | S1       | 個人総集編                  |
| 10月7日  | 無理やり犯されヒクつくマ●コにさらに突き挿し乱暴ピストン！追撃レ●プ | DVD    | SSNI-578  | S1       |                             |
| 10月19日 | FANZAアワード受賞女優が豪華共演!! 上下前後左右から同時に痴女られる360°快感MAX ドリーム逆3P | DVD    | SSNI-603  | S1       |                             |
| 10月19日 | FANZAアワード受賞女優が豪華共演!! 上下前後左右から同時に痴女られる360°快感MAX ドリーム逆3P | BD     | 9SSNI-603 | S1       |                             |
| 11月7日  | 僕が出張で不在中、彼女が僕の上司と朝から晩までイチャつき2日間ハメまくっていた | DVD    | SSNI-605  | S1       |                             |
| 11月7日  | 僕が出張で不在中、彼女が僕の上司と朝から晩までイチャつき2日間ハメまくっていた | BD     | 9SSNI-605 | S1       |                             |
| 12月7日  | 電車の中で女をイかせる競技会に参加させられた私の1年間の記録 | DVD    | SSNI-630  | S1       |                             |
| 12月7日  | 電車の中で女をイかせる競技会に参加させられた私の1年間の記録 | BD     | 9SSNI-630 | S1       |                             |
| 12月19日 | S1豪華絢爛ドリーム大共演2019 ファン感謝祭! 大大大乱交! 夢のハーレムソープ! 超豪華 3本立て伝説の270分 | DVD    | SSNI-658  | S1       |                             |
| 12月19日 | S1豪華絢爛ドリーム大共演2019 ファン感謝祭! 大大大乱交! 夢のハーレムソープ! 超豪華 3本立て伝説の270分 | BD     | 9SSNI658  | S1       |                             |
| 2020年   | |        |           |          |                             |
| 1月7日   | 布団の中で寝取られ続けたわたし… フィアンセのすぐ側で絶倫上司のねっとり密着性交に背徳イキした2泊3日の社員旅行 | DVD    | SSNI-659  | S1       |                             |
| 2月7日   | 彼女のいない1ヶ月間、禁欲を我慢できず彼女の親友に手を出してしまった僕は、何と14日間ものあいだ… | DVD    | SSNI-689  | S1       |                             |
| 2月7日   | 彼女のいない1ヶ月間、禁欲を我慢できず彼女の親友に手を出してしまった僕は、何と14日間ものあいだ… | BD     | 9SSNI-689 | S1       |                             |
| 3月7日   | 結婚式直前から式の終りまで…新婦の目を盗んで新郎を誘い寝取る美人ウエディングプランナー | DVD    | SSNI-716  | S1       |                             |
| 3月7日   | 結婚式直前から式の終りまで…新婦の目を盗んで新郎を誘い寝取る美人ウエディングプランナー | BD     | 9SSNI-716 | S1       |                             |
| 6月7日   | S1出演全66作品187本番完全コンプリート版 天使もえパーフェクトメモリアルBOX16時間 | DVD    | OFJE-248  | S1       | 個人総集編                  |
| 6月7日   | S1出演全66作品187本番完全コンプリート版 天使もえパーフェクトメモリアルBOX16時間 | BD     | 9OFJE-248 | S1       | 個人総集編                  |
| 9月7日   | 犯される君が一番美しい… 天使もえ、非道の限りレ×プされる8時間 | DVD    | OFJE-264  | S1       | 個人総集編                  |
| 9月7日   | 犯される君が一番美しい… 天使もえ、非道の限りレ×プされる8時間 | BD     | 9OFJE-264 | S1       | 個人総集編                  |
| 12月7日  | 天使もえ×女子●生 ベスト制服12タイトル 8時間スペシャル | DVD    | OFJE-287  | S1       | 個人総集編                  |
| 12月7日  | 天使もえ×女子●生 ベスト制服12タイトル 8時間スペシャル | BD     | 9OFJE-287 | S1       | 個人総集編                  |
| 2021年   | |        |           |          |                             |
| 3月7日   | 「フェラだけでヌいてほしいんでしょ？」天使もえのオールフェラチオBEST480分 | DVD    | OFJE-302  | S1       | 個人総集編                  |
| 3月7日   | 「フェラだけでヌいてほしいんでしょ？」天使もえのオールフェラチオBEST480分 | BD     | 9OFJE-302 | S1       | 個人総集編                  |
| 6月7日   | 天使もえ 189本番12時間 S1全66タイトル全本番BEST | DVD    | OFJE-316  | S1       | 個人総集編                  |
| 6月7日   | 天使もえ 189本番12時間 S1全66タイトル全本番BEST | BD     | 9OFJE-316 | S1       | 個人総集編                  |

#### FALENO専属
| 発売日   | タイトル | 規格   | 品番      | メーカー | 備考                     |
| 2020年   | 2020年 | 2020年 | 2020年    | 2020年   | 2020年                   |
| -------- | --- | ------ | --------- | -------- | ------------------------ |
| 4月23日  | 天使もえ、奇跡の移籍。 | DVD    | FSDSS-033 | FALENO   | 4月9日先行配信           |
| 6月11日  | 最高の彼女と、はじめての密着囁き日帰りハメまくりデート                                                                                         | DVD    | FSDSS-047 | FALENO   | 5月7日先行配信           |
| 7月9日   | 痴女っ気が加速する嫁の絶倫妹に2泊3日で11射精させられた僕                                                                                       | DVD    | FSDSS-059 | FALENO   | 6月4日先行配信           |
| 8月13日  | 大嫌いなセクハラ機長とステイ先のホテルでまさかの相部屋… 絶倫粘着ピストンで一晩中イカされ続けた色白スレンダーCA                                 | DVD    | FSDSS-077 | FALENO   | 7月9日先行配信           |
| 9月10日  | 天使の騎乗位寝てるだけでいいからね♡SEX弱者を天国へ導く腰ふりテクニック                                                                         | DVD    | FSDSS-092 | FALENO   | 8月6日先行配信           |
| 10月8日  | 快楽漬け温泉旅行 天使もえ | DVD    | FSDSS-108 | FALENO   | 9月6日先行配信           |
| 11月12日 | アダルト厳禁グラビア撮影で即尺チャレンジ | DVD    | FSDSS-122 | FALENO   | 10月4日先行配信          |
| 12月24日 | 私立天使保育園もえ先生の毎日射精管理 | DVD    | FSDSS-146 | FALENO   | 11月15日先行配信         |
| 2021年   | |        |           |          |                          |
| 1月21日  | だだ漏れ愛液9700cc痙攣115回絶頂回数163回潮吹きしっぱなしポルチオエステ                                                                         | DVD    | FSDSS-160 | FALENO   | 12月13日先行配信         |
| 2月11日  | 焦らしおねだり発狂交尾 | DVD    | FSDSS-172 | FALENO   | 1月10日先行配信          |
| 3月25日  | 視線釘付け美人セールスレディの誘惑式ランジェリー販売                                                                                           | DVD    | FSDSS-195 | FALENO   | 2月14日先行配信          |
| 4月22日  | 生真面目妻を瞬間即堕ちさせた巨大肉棒NTR | DVD    | FSDSS-211 | FALENO   | 3月28日先行配信          |
| 5月7日   | 汗だく誘惑密着痴女り姉貴 | DVD    | FSDSS-223 | FALENO   | 4月11日先行配信          |
| 6月10日  | 変態義父に開発されて即イキ性玩具に造り変えられた若妻                                                                                           | DVD    | FSDSS-239 | FALENO   | 5月9日先行配信           |
| 7月8日   | 彼女の不在中に"彼女の友達"に密着ねっとり乳首責めで射精漬けにされた週末                                                                         | DVD    | FSDSS-252 | FALENO   | 6月13日先行配信          |
| 8月12日  | 突然の暴風雨で濡れ透けたブラに興奮した男子生徒に迫られ拒み切れなかった女教師                                                                   | DVD    | FSDSS-268 | FALENO   | 7月11日先行配信          |
| 9月9日   | Luxury SOAP 丁寧な淫語と杭打ち騎乗位でおもてなし。                                                                                             | DVD    | FSDSS-283 | FALENO   | 8月15日先行配信          |
| 9月23日  | 天使もえFALENO移籍初ベスト8時間 Ｈでカワイイ大人の小悪魔テク連発SP！                                                                           | DVD    | FCDSS-014 | FALENO   | 8月20日先行配信          |
| 10月7日  | NTR同窓会 結婚直前に最後の過ち…… 性感帯を知る元カレとの相性抜群バカイキSEXで完堕ちした婚約者                                                   | DVD    | FSDSS-298 | FALENO   | 9月12日先行配信          |
| 11月11日 | 誰も助けてくれない非情な追姦レ〇プ。年上部下、上司、清掃員、後輩… 一晩に4連続で犯された美人OL                                                  | DVD    | FSDSS-314 | FALENO   | 10月10日先行配信         |
| 12月9日  | 唾液タップリでひたすら乳首をヌルびちゃビッチ責めするドスケベお姉さん                                                                           | DVD    | FSDSS-330 | FALENO   | 11月14日先行配信         |
| 2022年   | |        |           |          |                          |
| 1月13日  | ずっとヤりたいと思っていた… 友達のカノジョに媚薬を飲ませて2日間に渡るキメセク完堕ちNTR…の記録                                                  | DVD    | FSDSS-346 | FALENO   | 12月12日先行配信         |
| 2月10日  | SNSで裸を晒す“裏垢女子”はもしかしたらお隣の天使さんかもしれない… 性欲と承認欲求強めな美人OLとのご近所オフパコセックスで毎日射精漬け            | DVD    | FSDSS-361 | FALENO   | 1月9日先行配信           |
| 3月10日  | 都合のいい女を連れまわし徘徊調教。どんなチ●ポも欲しがるメスへと育成させてやった。                                                              | DVD    | FSDSS-373 | FALENO   | 2月6日先行配信           |
| 4月7日   | 僕を守るため地元で有名なヤンキーに犯されるお姉ちゃん！そんな姿をみて鬱勃起からのクズ近親相姦！                                                 | DVD    | FSDSS-390 | FALENO   | 3月6日先行配信           |
| 5月12日  | 男だらけの大家族を支える献身的なお姉ちゃんのちょっと狂った日常性活                                                                             | DVD    | FSDSS-405 | FALENO   | 4月3日先行配信           |
| 6月9日   | ゴミ部屋に住む隣のキモ中年に悪臭チ○ポで寝取られアクメ交尾され続けた私。                                                                        | DVD    | FSDSS-418 | FALENO   | 5月8日先行配信           |
| 7月7日   | 催○洗脳 俺をコケにした玉の輿エステティシャンを完全支配し底辺チ○ポでグチャグチャにしてやった。                                                  | DVD    | FSDSS-434 | FALENO   | 6月5日先行配信           |
| 8月11日  | 敗北の乱交同窓会 ずっと好きだった野球部の元女子マネは僕以外とヤリまくっていた超ビッチ。                                                        | DVD    | FSDSS-451 | FALENO   | 7月3日先行配信           |
| 9月8日   | 忌々しい上司の執拗な乳首ハラスメントで常に勃ちっぱなしの即イキ敏感乳首に堕とされた私                                                           | DVD    | FSDSS-467 | FALENO   | 8月7日先行配信           |
| 10月6日  | 田舎に帰省した夏…結婚を控えた地元の幼馴染君を先っぽ2ｃｍの寸止め焦らし誘惑で痴女って大量射精                                                   | DVD    | FSDSS-482 | FALENO   | 9月4日先行配信           |
| 11月10日 | セックスは突然に！！天使もえの私生活に２週間密着して、神出鬼没の奇襲ドッキリ即ハメ                                                             | DVD    | FSDSS-496 | FALENO   | 10月8日先行配信          |
| 12月8日  | 真夏のビーチで捕まえた性欲旺盛ボーイズを笑顔でヌキまくる乱痴気Summer逆ナンSEX 天使もえ                                                         | DVD    | FSDSS-512 | FALENO   | 11月6日先行配信          |
| 2023年   | |        |           |          |                          |
| 1月12日  | おしゃぶり申請で業務中のムラムラ解消！オフィス内ならいつでもどこでも口内射精OK！フェラチオ大好き即尺OL！人事部おしゃぶり課                     | DVD    | FSDSS-529 | FALENO   | 12月4日先行配信          |
| 1月26日  | 天使もえ28回の性交。脳を狂わす絶頂12タイトル収録FALENO総集編16時間                                                                             | DVD    | FCDSS-044 | FALENO   | 12月19日先行配信         |
| 2月9日   | 秘密の共有でエスカレートする性欲。バイト先の友達には内緒で交える身体、激しい性交。                                                             | DVD    | FSDSS-547 | FALENO   | 1月15日先行配信          |
| 3月9日   | 単体撮影100本記念企画！天使もえの初挑戦！100分ノンストップSEX！                                                                                | DVD    | FSDSS-559 | FALENO   | 2月5日先行配信           |
| 4月6日   | 「私と一緒にキメようよ…」人妻からの甘い誘いに乗せられて田舎に伝わる秘伝の媚薬で互いに高まる禁断セックス                                        | DVD    | FSDSS-572 | FALENO   | 3月5日先行配信           |
| 5月25日  | 深夜残業筆おろし社長の愛人に密着誘惑でからかわれ勃起した童貞社員はクビ覚悟の10発射精                                                           | DVD    | FSDSS-585 | FALENO   | 4月21日先行配信          |
| 7月6日   | 退勤してから出勤するまでずっと2人っきり天使もえと見つめ合い愛し合うねっとりSEX                                                                 | DVD    | FSDSS-611 | FALENO   | 6月11日先行配信          |
| 8月10日  | 甘々な従姉～あまあまなおねえちゃん～ 昔から僕をおこちゃま扱いする”お姉ちゃん”とのとろけるほど甘い淫語性交                                      | DVD    | FSDSS-623 | FALENO   | 7月3日先行配信           |
| 9月7日   | 生意気な部下は高級デリヘル嬢年功序列を叩き込む執拗粘着ピストン調教                                                                             | DVD    | FSDSS-635 | FALENO   | 8月10日先行配信          |
| 10月12日 | 宅飲み逆NTR 親友のカノジョが即勃起するボクを弄び何度も杭打ち騎乗位で連続射精。                                                                 | DVD    | FSDSS-647 | FALENO   | 9月7日先行配信           |
| 11月9日  | パートタイム不倫欲求不満の人妻は夫の帰宅する間の1時間で3回も求めてくる…                                                                        | DVD    | FSDSS-681 | FALENO   | 10月7日先行配信          |
| 12月7日  | 一ヶ月の禁欲の末にお隣さんと近距離浮気を重ねた、妻が不在の2日間。                                                                              | DVD    | FSDSS-701 | FALENO   | 11月5日先行配信          |
| 2024年   | |        |           |          |                          |
| 1月11日  | 「終電ないならウチ来なよ！」なんて言わなければよかった…夜が明けていくにつれ増していく後悔と後輩男子の猟奇的性欲                                | DVD    | FSDSS-710 | FALENO   | 12月5日先行配信          |
| 2月8日   | SEXのハードルが異常に低い彼女 | DVD    | FSDSS-724 | FALENO   | 1月6日先行配信           |
| 3月7日   | 愛する妻を喪った寂しさに負けてもえ（義妹）と何度も、何度も、セックスしてしまった…。                                                            | DVD    | FSDSS-738 | FALENO   | 2月6日先行配信           |
| 3月20日  | FALENOstar5周年記念！いきなりハーレムハイスクール！スター女優4人が学校で舐めてハメて大乱交スッペシャル！ 天使もえ 吉高寧々 三葉ちはる 茉城まみ | DVD    | FSDSS-799 | FALENO   | 3月4日先行配信           |
| 4月25日  | 可愛い従弟の童貞を奪ったら絶倫を越える激倫セックスで逆堕としされた私出演・原案 天使もえ                                                        | DVD    | FSDSS-762 | FALENO   | 3月11日先行配信          |
| 5月9日   | マルチの話をさっきまで得意げにしてたのに「購入するからヤらせて」って言われたらそんな顔するんですね                                             | DVD    | FSDSS-775 | FALENO   | 4月11日先行配信          |
| 6月20日  | セックスしないと出られない家に天使もえと閉じ込められたら本当に気持ちのいいセックスを教えてもらえた                                             | DVD    | FSDSS-790 | FALENO   | 5月12日先行配信          |
| 7月11日  | 趣味：寝取り、特技：有自覚誘惑。妻との内見中に旦那をこっそり大胆に誘い込む不動産レディ                                                         | DVD    | FSDSS-847 | FALENO   | 6月5日先行配信           |
| 8月8日   | 妻に浮気がバレた。別れてから一年後、元妻は浮気相手と同じ顔に整形していた。「これは復讐だよ」言われるがままに射精管理された俺。                 | DVD    | FSDSS-848 | FALENO   | 7月6日 HELLO ERO先行配信 |
| 8月22日  | 天使もえデビュー10周年記念14時間ベスト ～FALENOスペシャル総集編～                                                                              | DVD    | FCDSS-081 | FALENO   | 7月23日先行配信          |
| 9月26日  | せ～のではっしゃ！小さなお友達も大きなお友達もうたのお姉さんもせっくすだいすき！                                                               | DVD    | FSDSS-849 | FALENO   | 8月18日先行配信          |
| 10月10日 | 「性欲溜めすぎちゃって…余ってるんでもらってくれませんか？」向かいのゴミ部屋美女からの妖しい誘惑を真に受けてセックスしまくった毎日              | DVD    | FSDSS-890 | FALENO   | 9月14日先行配信          |
| 11月21日 | 町工場。手錠の鍵は膣の中。あなたは「助けて」と言われ彼女を助けることはできますか？                                                             | DVD    | FSDSS-896 | FALENO   | 10月14日先行配信         |
| 12月26日 | ストーカーだった僕が天使のような彼女を手に入れるまでの過程と、毎日ハメまくるラブラブな生活の中のとある1日                                      | DVD    | FSDSS-919 | FALENO   | 11月22日先行配信         |
| 2025年   | |        |           |          |                          |
| 1月23日  | 「今ならヌキあり！」過激なSNS広告を鵜呑みにしたら出会えた素敵なヌキありエステティシャンはそのままSEXまでできるのか？                           | DVD    | FSDSS-940 | FALENO   | 12月21日先行配信         |
| 2月20日  | 教祖 天使もえ”セックスは救済”を信じる信者との色欲まみれ共同生活                                                                                | DVD    | FSDSS-968 | FALENO   | 1月25日先行配信          |
| 3月20日  | 家庭内NTR 旦那の在宅中に家の死角でヤられる興奮に背徳悶えイキで圧倒的敗北した人妻                                                               | DVD    | FSDSS-984 | FALENO   | 2月27日先行配信          |
| 4月24日  | 赤い糸に結ばれて… 1メートルの距離感に縛られた男女は24時間で本気の性交まで辿り着けるのか？                                                      | DVD    | FSDSS-997 | FALENO   | 3月27日先行配信          |
| 5月8日   | 天使もえ AVdebut2 | DVD    | FNS-017   | FALENO   | 4月12日先行配信          |
| 6月12日  | 天使もえ 引退記念作品 「カラフル」 | DVD    | FSN-038   | FALENO   | 5月1日先行配信           |
| 8月21日  | 「セミフィクション。」 天使もえ | DVD    | FNS-093   | FALENO   |                          |

### アダルトVR
- 天使もえ 最初で最後のVR 1本限りだから全てを詰め込んだ144分（2025年6月1日、FALENO）FSVSS-015

## 書籍

### 写真集
- らぶぱら（2014年8月23日、竹書房、撮影：マキハラススム）ISBN 9784812488584
- 好きよ♥（2015年6月26日、イーネット・フロンティア、撮影：斉木弘吉）ISBN 9784862058959
- もえコレ。（2016年6月22日、玄光社、撮影：上野勇、吉田裕之、根本好伸）ISBN 978-4768307366
- 『粉萌』天使萌寫真集台灣發行（2016年7月16日[77]、又水整合設計有限公司、撮影：蕭文厚）
- angel（2017年8月25日、彩文館出版、撮影：斉木弘吉）ISBN 978-4775605905
- もえ天（2018年3月28日、玄光社、撮影：サイトウ零央、L.S.）ISBN　978-4768309445
- 神ぱら（2020年2月22日、竹書房、撮影：マキハラススム）ISBN 978-4801921917
- ソーキそばとエンジェル（2021年9月9日、徳間書店、撮影：原田武尚） ISBN 978-4198653422
- もえぱら (2024年10月19日、竹書房、撮影：マキハラススム)  ISBN 978-4801941830

### ROM写真集
- 制服萌え（2016年12月31日、air platz）
- 私服萌え（2016年12月31日、air platz）
- しろ萌え（2016年12月31日、air platz）

### モデル
- プロフェッショナル・ヌードフォト3（2015年3月28日、玄光社、撮影：吉田裕之）
- ヌードアーカイブス2013-2015（2015年6月26日、玄光社、撮影：吉田裕
- CD-ROM付き 新スーパー・ポーズブック Volume01 (2016年2月18日、コスミック・アート・グラフィック、撮影：橘孝久)
- ヌードアーカイブス2015-2017（2017年2月16日、玄光社）
- ビジュアルヌード・ポーズBOOK act天使もえ (2025年2月21日、二見書房、撮影：長谷川朗)

### トレーディングカード
- ジューシーハニーラグジュアリーエディション2014 天使もえ＆上原亜衣＆波多野結衣（2014年12月20日、株式会社ミント）
- ジューシーハニー VOL.31 天使もえ＆松岡ちな＆初美沙希（2015年7月25日、株式会社ミント）
- ジューシーハニー ラグジュアリーエディション2015 天使もえ＆あやみ旬果＆湊莉久（2015年12月26日、株式会社ミント）
- ジューシーハニー ラグジュアリーエディション2016 天使もえ＆ジュリア＆園田みおん＆桃乃木かな（2016年12月24日、株式会社ミント）
- ジューシーハニー VOL.38 天使もえ＆明日花キララ＆友田彩也香（2017年8月26日、株式会社ミント）
- ジューシーハニー PLUS#1 天使もえ＆白石茉莉奈＆希崎ジェシカ＆益坂美亜（2018年12月22日、株式会社ミント）
- ジューシーハニー PLUS#4 天使もえ＆戸田真琴＆希崎ジェシカ＆小倉由菜（2019年10月26日、株式会社ミント）
- ジューシーハニー PLUS #7 根尾あかり＆君島みお＆天使もえ＆波多野結衣（2020年6月27日、株式会社ミント）
- ジューシーハニー PLUS #10 天使もえ&根尾あかり&架乃ゆら＆伊藤舞雪 (2021年4月24日、株式会社ミント)
- ジューシーハニー PLUS #14 天使もえ＆伊藤舞雪＆栗山莉緒＆夏希まろん（2022年5月14日、株式会社ミント）
- ジューシーハニー PLUS #18 天使もえ＆桃乃木かな＆流川夕＆恋渕ももな（2023年4月22日、株式会社ミント)
- ジューシーハニー PLUS #21 天使もえ＆流川夕＆山岸あや花＆松本梨穂 (2024年2月24日、株式会社ミント)
- ジューシーハニー PLUS #25 天使もえ＆石川澪＆渚あいり＆田野憂 (2025年2月22日、株式会社ミント)

### 雑誌
- 週刊プレイボーイ23号（2015年5月25日、集英社）
- AV OPEN 2015（2015年8月25日、ソフト・オン・デマンド）
- サイゾー（2015年7月18日、株式会社サイゾー）
  - 下着と水着の考証学#26[78]

### ウェブコラム
- 天使もえ本気のお悩み相談コーナー「裸をまとう」（2021年1月8日[79]‐2022年5月02日、メンズサイゾー）

## グッズ

### フィギュア
- PLAMAX Naked Angel 1/20 天使もえ（2018年12月21日、マックスファクトリー）
- PLAMAX Naked Angel 1/20 天使もえ【再販】（2020年12月23日、マックスファクトリー）

### リアルドール
- 天使もえ Doll/身長157cm/バストBカップ/素材シリコン製（2021年2月10日、SINO-DOLL）
- 天使もえ Doll/身長157cm/バストCカップ/素材シリコンヘッド＋TPEボディ（2021年2月10日、MZRDOLL）

## CD
SEXY-J、恵比寿★マスカッツとしての楽曲は各項目を参照

### シングル
- 亜麻色の髪の乙女（2015年3月18日、SPACE SHOWER MUSIC）通常版、DVD同梱限定盤
- INNOCENT ANGEL（2017年8月2日、SPACE SHOWER MUSIC）以降AMATSUKA名義[80]
- きみとパンツ/クローゼット（2021年4月11日、AM07:10）[81]
- アイコトバ（2022年3月14日、AM07:10）※配信限定[82]
- 恋をしました。（2022年4月16日、AM07:10）※配信限定[83]
- 廓-くるわ- (2022年5月15日、AM07:10) ※配信限定
- Give and Take# (2022年6月22日、AM07:10) ※配信限定

### アルバム
- AMs（2022年7月8日、AM07:10)

## 出演

### テレビ
- 悩殺☆ガールズEX（2014年6月20日・7月20日・9月21日・2015年2月16日・3月19日、エンタ!959）
- チャンネル生回転TV Midnightザップ!（2014年10月7日・11月20日・2015年1月21日・2月9日・3月4日、BSスカパー!）
- 水曜日のダウンタウン（2014年11月5日・2015年3月18日、TBS） - 男性の前でいきなり裸になって男性に鼻血が出るかという実験で登場[84]。
- 月刊 天使もえ（2014年11月4日、エンタ!959）
- 密着天使もえ（2014年11月17日、エンタ!959）
- 月刊 上原亜衣2（2014年12月1日、エンタ!959）
- 裸美人#37（2015年1月21日、エンタ!959）
- 月曜から夜ふかし（2015年3月9日、日テレ） - 『携帯電話の待ち受けについて調査した件』という街頭インタビューで、好きな芸能人を尋ねられた男性が天使の名前を出し、本人とのツーショット写真を披露(実際にスタジオに本人が登場したわけではない)
- 今日のあまつか（2015年5月16日 -  、エンタ!959）
- 月刊 天使もえ2（2015年6月1日、エンタ!959）
- GO!GO!こじまな号 #26~28（2015年6月~8月、エンタ!959）
- ヨソで言わんとい亭〜ココだけの話が聞ける（秘）料亭〜（2015年7月9日、テレビ東京）
- マスカットナイト（2015年10月8日 - 2017年2月2日、テレビ東京） - レギュラー
- かすみレディオ#45（2016年2月 、エンタ!959）
- 男のザップ 生イキ! ジャンポケクルーズ(BSスカパー、2016年4月14日)
- たびともイン韓国（2019年2月17日、エンタ!959） - 旅人
- 原宿☆バンビーナ候補生（2020年3月1日[85]、エンタ!959）
- 阿部乃ちゃんねる（2020年9月11日、10月18日、エンタ!959）
- セクシー女優カラオケグランプリ  ～キラキラした思い出を添えて～（2021年3月31日、BSスカパー）[86]
- ビビッと!TV（2022年2月6日 - 27日、5月7日 - 28日、テレビ埼玉） - MC

### ドラマ
- デッドストック〜未知への挑戦〜　（3話。2017年8月、テレビ東京) - 青木 役
- 桃色探訪〜伝説の風俗〜（第8弾。2023年1月1日、チャンネルNECO） - 速水らん 役
- 東京愛情動作故事 東京アンダーヘア（2023年8月19日、myTV SUPER） - 天使萌 役[87]

### ウェブドラマ
- 特命係長只野仁 AbemaTVオリジナル2（2017年、AbemaTV） - 光田ヒマワリ 役
- やれたかも委員会（2018年2月3日、AbemaTV）- 佐渡川エリ 役[88]
- ヨドンナ（2021年8月8日、東映特撮ファンクラブ） - セクシーメイド・マカロン[89]
- はだか拳（2021年8月30日、Xstream46） - 鉄子 役[90]
- はだか拳Ω（2021年10月22日、Xstream46） - 鉄子 役

### ウェブテレビ
- AV女優の初恋ピュア物語〜後編〜（2018年1月20日、AbemaTV）[91]
- スリルな夜!（2018年2月20日、AbemaTV）
- SEXY☆MUSIC（2018年8月8日、FRESH LIVE）[92] - AMATSUKAとして出演
- 聖ファレノ女学院（2020年8月28日 ‐ 、FALENO公式YouTubeチャンネル） - 保険の先生
- GUEST LIVE スカパー! アダルト放送大賞2020授賞式（2020年11月28日、スカパー!アダルト放送大賞2020チャンネル、みんなのファン祭り特設サイト）[93]
- ボクらの時代The Deep（2021年5月23日、PIA LIVE STREAM）[56][94]
- 給与明細（2021年4月5日[95]、ABEMA）#137[96]

### 映画
- 「闇金ウシジマくん ザ・ファイナル」（2016年10月22日公開、山口雅俊監督） - あやめ 役[97]
- 「デコトラガール　天使な誘惑」（2018年6月、柿原利幸監督） - 高階凛虎 役（主演）
- 「愛しのデコトラ天使」（2018年8月、柿原利幸監督） - 高階凛虎 役（「デコトラガール」の一般公開編集版、主演）[98]

### オリジナルビデオ
- 「妻の秘蜜 〜夕暮れてなお〜」(2016年 城定秀夫監督) - 菜緒役 (主演)
- 「リベンジポルノ PAINT IT BLACK」（2016年8月公開、木部公亮監督） - 吉岡有紗 役（主演）[99]
- 「デコトラ・ギャル紗矢」（2016年4月公開、柿原利幸監督） - 紗矢 役（主演）
- 「凶愛 デートレイプ」（2017年、木部公亮監督） - 北島英理 役（主演）[100]
- 「ERICA」(2020年 イ・ヒョクジョン監督)
- はだか拳（2022年4月27日、監督：越坂康史）-鉄子 役
- はだか拳Ω（2022年4月27日、監督：越坂康史）-鉄子 役

### WEBゲーム
- ガーディアンミストレス（2015年、DMM）
- おっぱい大戦～おっぱいぜんぶオレのモノ!～（2015年、DMM）
- 先生、学校でしようよ!（2015年、DMM）
- ハメカン 特命!ハメまくりカンパニー（2015年、DMM）[101]
- 戦国愛撫-CHIGIRI-（2015年8月、DMM GAMES）- 蒼月の右京 役[102]
- 新宿スカウトバトル（2019年12月2日、DMM GAMES）- カラスを操るスイーパー・天使もえ 役[103]

### パチンコ
- CRジューシーハニー2（2018年7月、サンセイアールアンドディ）[104]
- Pジューシーハニー3（2021年2月、サンセイアールアンドディ）[105]
- PジューシーハニーH（ハーレム）（2023年5月、サンセイアールアンドディ）
- Pジューシーハニー極嬢MA（2025年1月、サンセイアールアンドディ）[106]

### イベント
- Bstarトークショー ~アワード受賞者 大集合SP~（2022年5月1日、代々木・MUSE HALL）[107]